# NGC 7475-2
NGC 7475-2 (другие обозначения — PGC 70382, UGC 12337, MCG 3-58-28, ZWG 453.59) — эллиптическая галактика (E) в созвездии Пегас.
Этот объект не входит в число перечисленных в оригинальной редакции «Нового общего каталога» и был добавлен позднее.